# Пецицоміцети
Пецицоміцети (Pezizomycetes) — клас аскомікотових грибів (Ascomycota).
Мають апотецій у формі мисочки, внутрішній шар якої містить спороносні клітини.

## Галерея

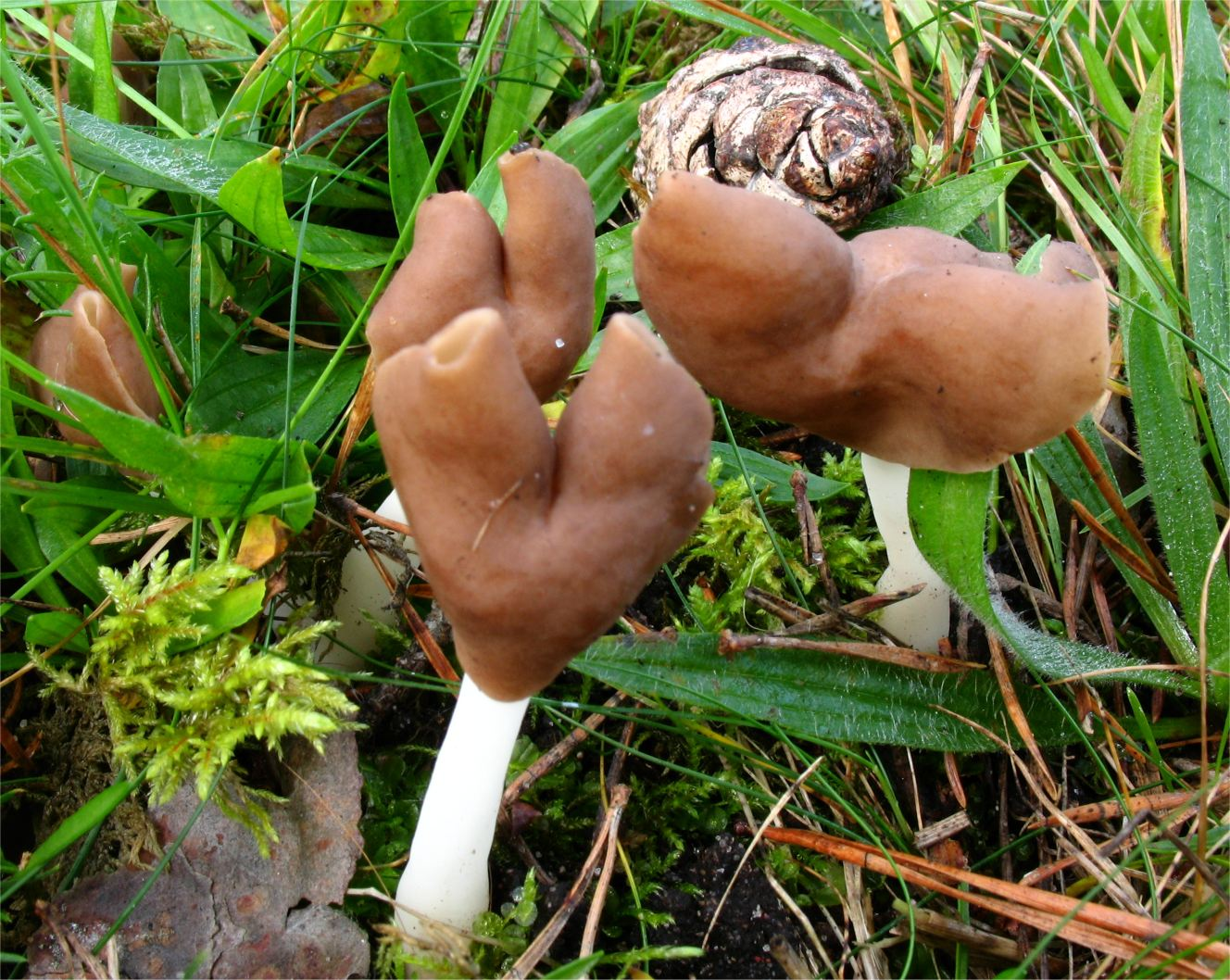
Helvella albella
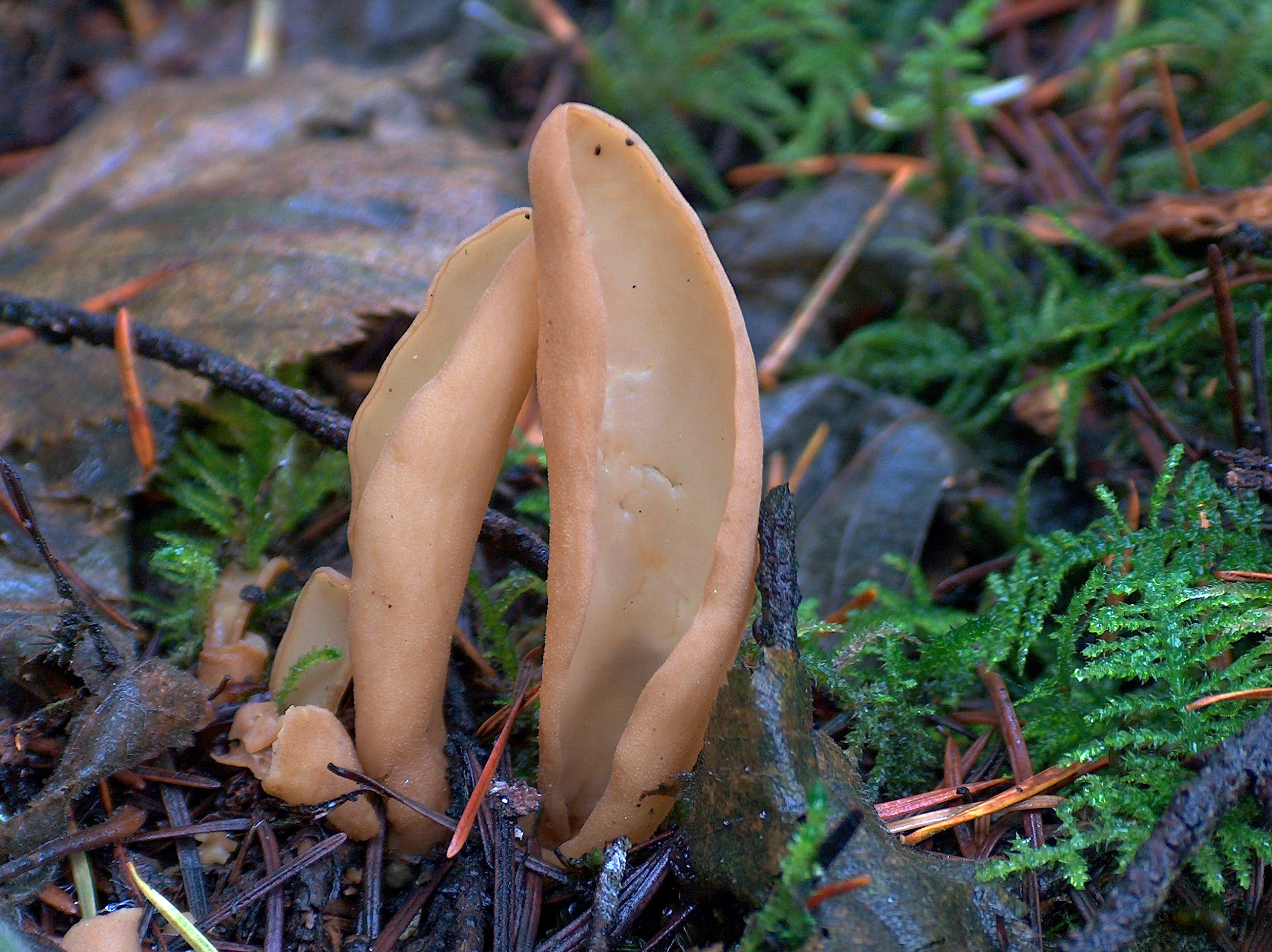
Otidea leporina
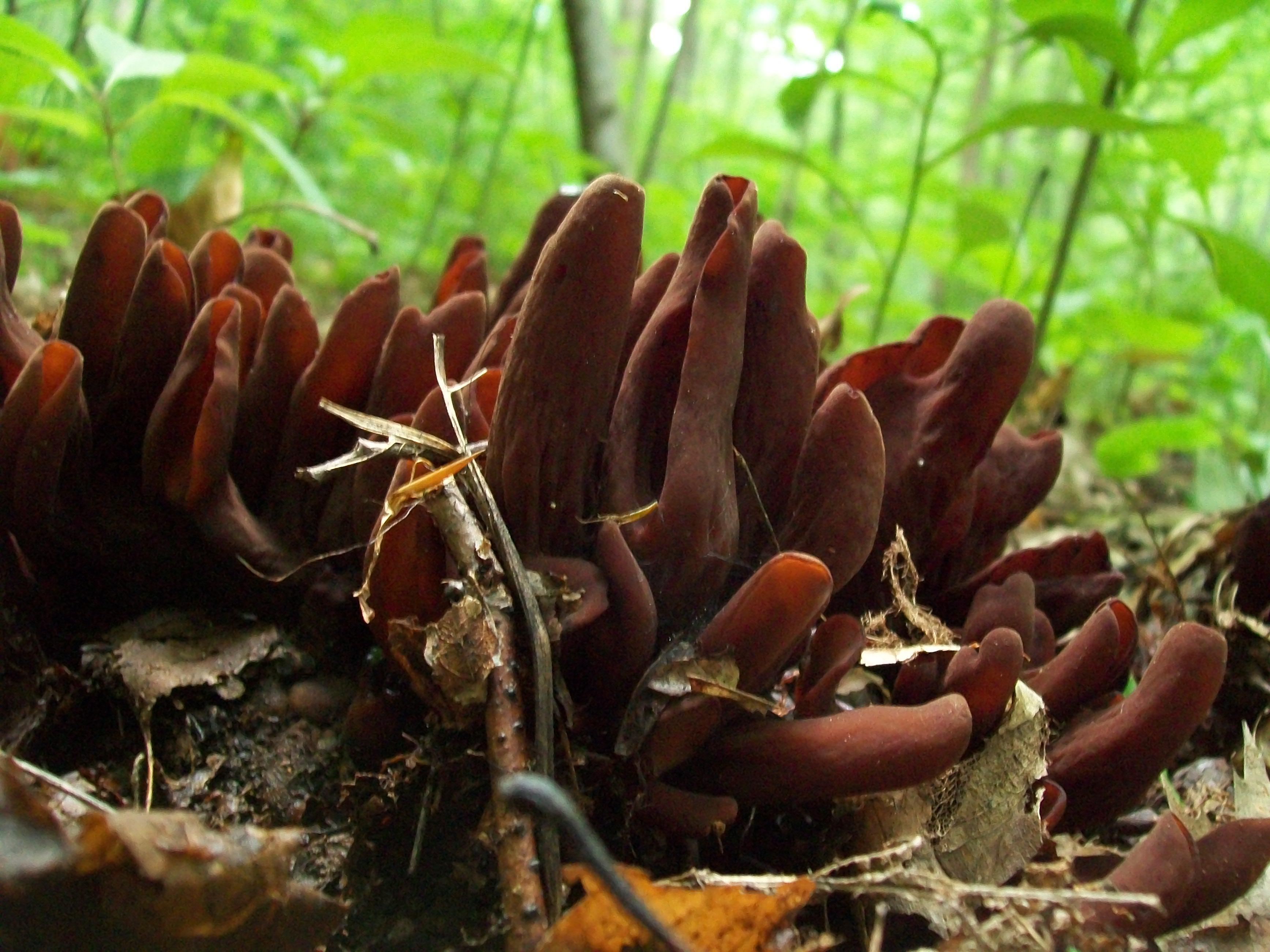
Wynnea americana